# Balko
Balko  è una serie televisiva tedesca in 124 episodi trasmessi per la prima volta nel corso di 8 stagioni dal 1995 al 2006.
È una serie del genere poliziesco dai risvolti comici caratterizzata da due ispettori della polizia di Dortmund, Balko (interpretato da Jochen Horst fino all'episodio 49, poi da Bruno Eyron) e il suo collega Klaus Krapp (Ludger Pistor). Le caratteristiche principali di Balko sono la sua freddezza e il suo costante aspetto rilassato, mentre "Krappi" è un tipico ragazzo di mamma molto goffo. La serie è iniziata nel 1995 e ha vinto tre premi Adolf Grimme e un Deutscher Fernsehpreis.

## Personaggi e interpreti
- Kriminalhauptkommissar Stefan Balko, interpretato Jochen Horst (48 episodi, 1995-1998) e da Bruno Eyron (76 episodi, 1998-2006).
È il personaggio principale della serie, è un ufficiale di polizia tollerante e amichevole che non sempre si attiene alle regole. È un obiettore di coscienza e non possiede il diploma di scuola superiore. La maggior parte del tempo è circondato da colleghi incompetenti sui quali non può contare in caso di emergenza. Balko è originario di Wetter, una piccola città nel distretto dell'Ennepe-Ruhr, vicino a Dortmund. I suoi genitori vivono ancora lì. Il suo nome di battesimo non viene mai menzionato.
- Kriminalhauptkommissar Klaus Krapp (124 episodi, 1995-2006), interpretato da Ludger Pistor.
Chiamato anche "Krappi", è un onesto funzionario di polizia. Non è mai vestito in modo improprio, è sempre aggiornato nella sua professione e ben istruito. È diplomato ed è un ufficiale della riserva della Bundeswehr. Nonostante le sue numerose competenze, non ha fortuna con le donne, né in molti altri ambiti. I suoi tentativi di approccio con l'altro sesso sono leggendari, in gran parte fallimenti clamorosi. Krapp sembra aggrapparsi moralmente a sua madre, che viene menzionata più volte e che vive nel quartiere di Huckarde a Dortmund.
- Polizeiobermeister Marek (90 episodi, 1995-2006), interpretato da Armin Krug.
- Kriminalhauptkommissar Hans Wittek (87 episodi, 1995-2006), interpretato da Mathias Kniesbeck.
- Polizeiobermeister Schafranek (43 episodi, 2000-2006), interpretato da Lars Pape.
- Kriminaloberrätin Katharina Jäger (27 episodi, 1998-2000), interpretato da Sabine Vitua.
- Kriminaloberrat Vollmer (22 episodi, 1995-1997), interpretato da Dieter Pfaff.
- Conny Kremer (21 episodi, 1995-1997), interpretato da Jürgen Elbers.
- Colette (19 episodi, 1995-1997), interpretato da Joana Schümer.
- Polizeiarzt (14 episodi, 1995-1998), interpretato da Jan Peter Heyne.
- Kriminaloberrat Wiese (9 episodi, 1995-1997), interpretato da Horst A. Fechner.
- Hanna (8 episodi, 2002-2005), interpretato da Birgit Würz.

## Produzione
La serie fu prodotta da RTL. Le musiche furono composte da Arno Fisser, Wilbert Hirsch e George Kochbeck.

### Registi
Tra i registi sono accreditati:
- Manfred Stelzer in 22 episodi (1995-2001)
- Uli Möller in 17 episodi (1999-2005)
- Daniel Helfer in 17 episodi (2000-2006)
- Christoph Eichhorn in 11 episodi (2000-2006)
- Wolfgang F. Henschel in 7 episodi (1995)
- Otto Alexander Jahrreiss in 7 episodi (1996-1997)
- Thomas Jahn in 7 episodi (2004-2006)
- Wilhelm Engelhardt in 5 episodi (1996-1998)
- Matthias Tiefenbacher in 5 episodi (1998)
- Ernst Josef Lauscher in 4 episodi (1998)
- Nico Hofmann in 3 episodi (1995)
- Carl Lang in 3 episodi (1998)
- Zoltan Spirandelli in 3 episodi (1998)
- Andy Bausch in 3 episodi (1999)
- Rolf Liccini in 3 episodi (2004-2005)
- Jan Růžička in 2 episodi (1997)

### Sceneggiatori
Tra gli sceneggiatori sono accreditati:
- Michael Illner in 124 episodi (1995-2006)
- Jürgen Pomorin in 124 episodi (1995-2006)

## Distribuzione
La serie fu trasmessa in Germania dal 19 marzo 1995 al 27 aprile 2006 sulla rete televisiva RTL Television. In Italia è stata trasmessa dal 4 dicembre 2006 su Rete 4 con il titolo Balko. È stata distribuita anche in Francia con il titolo Balko.

## Episodi
| Stagione         | Episodi | Prima TV Germania | Prima TV Italia |
| ---------------- | ------- | ----------------- | --------------- |
| Prima stagione   | 16      | 1995              |                 |
| Seconda stagione | 16      | 1996-1997         |                 |
| Terza stagione   | 16      | 1998              |                 |
| Quarta stagione  | 16      | 1998-1999         |                 |
| Quinta stagione  | 16      | 2000              |                 |
| Sesta stagione   | 17      | 2001-2003         |                 |
| Settima stagione | 16      | 2004-2005         |                 |
| Ottava stagione  | 11      | 2006              |                 |